# Colotis subfasciatus
Colotis subfasciatus es una mariposa de la familia Pieridae. Se encuentra en la ecozona Afrotropical. El hábitat consiste de sabana y bosques de Brachystegia.
La envergadura es de 45–52mm en los machos y de 48–55mm en las hembras. Tiene formas estacionales distintas. Los adultos vuelan durante todo el año en las zonas cálidas, alcanzando su auge entre marzo y junio.
La larva se alimenta de Boscia albitrunca.

## Subespecies
Las siguientes  subespecies son  reconocidas:
- C. s. subfasciatus (Mozambique del sur, Zimbabue, Botsuana, Namibia, Sudáfrica, Suazilandia).
- C. s. ducissa (Dognin, 1891) (Tanzania central y occidental, República Democrática del Congo, Malawi, Zambia).